# بابابزرگ کثیف
بابابزرگ کثیف (به انگلیسی: Dirty Grandpa) فیلمی کمدی است که دن میزر آن را کارگردانی نموده و فیلمنامه اش را جان فیلیپس نوشته‌است. رابرت دنیرو، زک افرون، زوئی دویچ، اوبری پلازا، جولیان هاف، درموت مالرونی در این فیلم کمدی بازی کرده‌اند.

## داستان
جیسون کلی یک وکیل شرکتی در آتلانتا است که در شرکت حقوقی پدرش کار می‌کند. وقتی مادربزرگ جیسون می‌میرد، پدربزرگش، سرهنگ دوم ریچارد "دیک" کلی، که یک کهنه‌سرباز ارتش آمریکاست، از او می‌خواهد که او را به بوکا راتون، فلوریدا ببرد، چون گواهینامه رانندگی او تعلیق شده است. جیسون قرار است یک هفته دیگر با نامزد کنترل‌گرش، مریدیت، ازدواج کند، اما با وجود نگرانی‌هایش، موافقت می‌کند که پدربزرگش را همراهی کند.  
در یک رستوران کنار جاده، آنها با شادیا، همکلاسی قدیمی جیسون در کلاس عکاسی، و دوستانش لنور و بردلی ملاقات می‌کنند. وقتی دیک متوجه می‌شود که لنور می‌خواهد با یک استاد دانشگاه رابطه جنسی داشته باشد، به آنها می‌گوید که خودش استاد دانشگاه است و جیسون عکاس مجله تایم است.